# RC4WD
RC4WD je výrobce a prodejce dílů rádiem řízených modelů, vozidel a vybavení. Firma byla založena v roce 2001 v oblasti San Francisca. Jejich výrobky byly vybrány NASA a objevily se v televizi a v časopisech mnoha zemí. Společnost vyrobila díly pro nejrychlejší bateriově - poháněné rádiem řízené auto.

## RC4WD historie
RC4WD bylo založeno v roce 2001 v oblasti San Francisca, Kalifornie, USA, v garáži. Zpočátku RC4WD začalo jako "One Stop Shop" (webové stránky) pro RC Monster Truck s náhradními díly a výkonovými částmi. Podnik rostl díky RCMT.net, komunita na základě fóra věnovaná nadšencům RC monster trucků. V roce 2005 firma měla na skladě téměř 800 dílů od firem jako Thundertech Racing, JPS, New Era Models, Imex, Defiance Racing, RC Alloy, Vertigo Performance a dalších. Roku 2007 se RC4WD konečně přestěhovalo do malého skladu v San Jose. V červenci 2010 přišel první licencovaný produkt, The Dick Cepek "Mud Country" 1.9. Příští rok v únoru 2011 začal Horizon Hobby distribuovat RC4WD produkty. V březnu 2014 Towerhobbies začalo prodávat RC4WD produkty. 

## RC soupravy
- 1/10 Trail Finder Truck
- 1/10 Gelande Truck
- 1/5 Killer Krawler
- 1/10 Subzero Truck
- 1/10 Boyer Truggy
- 1/10 Worminator 6x6 Truck
- 1/10 Gelande D110 Truck
- 1/10 Fracture Truck with V8 engine
- 1/10 Bully Crawler
- 1/10 Timberwolf Scale Truck
- 1/10 Trail Stomper Truck
- 1/10 Trail Finder II Truck
- 1/10 Gelande II Truck

## RC4WD v médiích

### Uznání a ocenění
- Květen 2010 – časopis Wired - " Editor's Pick " RC4WD Killer Krawler
- Listopad 2011 - NASA RC Rover Robotic Arm - RC4WD Killer Krawler [3]

### V televizi
- Červenec 2012 - RC4WD na Stacey David's Gears (Speed Channel) [4]

### V časopisech
- Listopad 2008 - časopis MAX BASHING INTERACTIVE DIGITAL - RC4WD Diablo
- Listopad 2008 – časopis RC ( Japonsko ) - RC4WD Trail Finder
- Květen 2010 - časopis MAKE - RC4WD Killer Krawler
- Červen 2010 - časopis XTREME RC CARS - RC4WD Gelande
- Červenec 2010 - časopis TRUCMODELL ( Německo ) - RC4WD Gelande
- Únor 2013 - časopis RACER ( Anglie ) - RC4WD Trail Finder 2